# Michael Chang
Michael Te-pei Chang (Hoboken (New Jersey), 22 februari 1972) (jiaxiang: Guangdong, Chaozhou) is een Chinees-Amerikaanse proftennisser van Chaozhounese afkomst, die in 1989 de titel op Roland Garros won. Zijn beste jaren zijn eind jaren tachtig, begin jaren negentig van de 20e eeuw.

## Levensloop
Chang werd wereldberoemd toen hij op 11 juni 1989 op 17-jarige leeftijd tijdens Roland Garros wereldtopper Ivan Lendl versloeg. Het was een lange wedstrijd, die in de vijfde set werd beslist. Chang had geen ervaring met dit soort lange wedstrijden en kreeg last van kramp. Door het spel te vertragen wist hij Lendl dusdanig te intimideren dat deze fouten ging maken. Bekende beelden uit die wedstrijd zijn de onderhandse service van Chang en de door Chang uitgelokte dubbele fout van Lendl op matchpoint in de vijfde set. Chang won dat jaar Roland Garros door in de finale Stefan Edberg te verslaan. Hoewel hij nog drie grandslamfinales haalde (op zowel de Australian Open, Roland Garros als op de US Open), won hij geen grote titel meer. Op Wimbledon heeft hij nooit veel kunnen laten zien, al bereikte hij in 1994 de kwartfinale.
Chang nam in 2003 afscheid van het professionele tennis. Zijn laatste wedstrijd speelde (en verloor) hij in de eerste ronde van de U.S. Open tegen de Chileen Fernando González.

## Persoonlijk
Chang is een overtuigd christen en richtte in 1999 samen met zijn familie de Chang Family Foundation op om "het Goede Nieuws van Jezus Christus aan de wereld te vertellen". Verder was de tennisser van Chinese afkomst in 2001 goodwill-ambassadeur voor het binnenhalen van de Olympische Zomerspelen in de Chinese hoofdstad Peking voor het jaar 2008.
In 2008 werd hij opgenomen in de prestigieuze Tennis Hall of Fame.

## Palmares
| Legenda                       | Legenda               |
| ----------------------------- | --------------------- |
| Grand Slam                    |                       |
| Olympische Spelen             |                       |
| tot 2009                      | vanaf 2009            |
| Tennis Masters Cup            | ATP Finals            |
| ATP Masters Series            | ATP Tour Masters 1000 |
| ATP International Series Gold | ATP Tour 500          |
| ATP International Series      | ATP Tour 250          |

### Enkelspel
| Nr.                  | Datum             | Toernooi                     | Ondergrond    | Tegenstander in finale | Score                   | Details |
| -------------------- | ----------------- | ---------------------------- | ------------- | ---------------------- | ----------------------- | ------- |
| Gewonnen finales     |                   |                              |               |                        |                         |         |
| 1.                   | 2 oktober 1988    | ATP San Francisco (1)        | Tapijt (i)    | Johan Kriek            | 6-2, 6-3                | Details |
| 2.                   | 11 juni 1989      | Roland Garros                | Gravel        | Stefan Edberg          | 6-1, 3-6, 4-6, 6-4, 6-2 | Details |
| 3.                   | 12 november 1989  | ATP Wembley                  | Tapijt (i)    | Guy Forget             | 6-2, 6-1, 6-1           | Details |
| 4.                   | 29 juli 1990      | ATP Toronto                  | Hardcourt     | Jay Berger             | 4-6, 6-3, 7-6           | Details |
| 5.                   | 10 november 1991  | ATP Birmingham               | Tapijt (i)    | Guillaume Raoux        | 6-3, 6-2                | Details |
| 6.                   | 9 februari 1992   | ATP San Francisco (2)        | Hardcourt (i) | Jim Courier            | 6-3, 6-3                | Details |
| 7.                   | 8 maart 1992      | ATP Indian Wells (1)         | Hardcourt     | Andrej Tsjesnokov      | 6-3, 6-4, 7-5           | Details |
| 8.                   | 22 maart 1992     | ATP Miami                    | Hardcourt     | Alberto Mancini        | 7-5, 7-5                | Details |
| 9.                   | 17 januari 1993   | ATP Jakarta (1)              | Hardcourt     | Carl-Uwe Steeb         | 2-6, 6-2, 6-1           | Details |
| 10.                  | 4 april 1993      | ATP Osaka                    | Hardcourt     | Amos Mansdorf          | 6-4, 6-4                | Details |
| 11.                  | 15 augustus 1993  | ATP Cincinnati (1)           | Hardcourt     | Stefan Edberg          | 7-5, 0-6, 6-4           | Details |
| 12.                  | 3 oktober 1993    | ATP Kuala Lumpur             | Tapijt (i)    | Jonas Svensson         | 6-0, 6-4                | Details |
| 13.                  | 24 oktober 1993   | ATP Peking (1)               | Tapijt (i)    | Greg Rusedski          | 7-65, 6-76, 6-4         | Details |
| 14.                  | 16 januari 1994   | ATP Jakarta (2)              | Hardcourt     | David Rikl             | 6-3, 6-3                | Details |
| 15.                  | 20 februari 1994  | ATP Philadelphia             | Tapijt (i)    | Paul Haarhuis          | 6-3, 6-2                | Details |
| 16.                  | 17 april 1994     | ATP Hongkong (1)             | Hardcourt     | Patrick Rafter         | 6-1, 6-3                | Details |
| 17.                  | 1 mei 1994        | ATP Atlanta (1)              | Gravel        | Todd Martin            | 6-74, 7-64, 6-0         | Details |
| 18.                  | 14 augustus 1994  | ATP Cincinnati (2)           | Hardcourt     | Stefan Edberg          | 6-2, 7-5                | Details |
| 19.                  | 23 oktober 1994   | ATP Peking (2)               | Tapijt (i)    | Anders Jarryd          | 7-5, 7-5                | Details |
| 20.                  | 23 april 1994     | ATP Hongkong (2)             | Hardcourt     | Jonas Bjorkman         | 6-3, 6-1                | Details |
| 21.                  | 7 mei 1995        | ATP Atlanta (2)              | Gravel        | Andre Agassi           | 6-2, 6-76, 6-4          | Details |
| 22.                  | 15 oktober 1995   | ATP Tokio                    | Tapijt (i)    | Mark Philippoussis     | 6-3, 6-4                | Details |
| 23.                  | 22 oktober 1995   | ATP Peking (3)               | Tapijt (i)    | Renzo Furlan           | 7-5, 6-3                | Details |
| 24.                  | 7 maart 1996      | ATP Indian Wells (2)         | Hardcourt     | Paul Haarhuis          | 7-5, 6-1, 6-1           | Details |
| 25.                  | 21 juli 1996      | ATP Washington (1)           | Hardcourt     | Wayne Ferreira         | 6-2, 6-4                | Details |
| 26.                  | 4 augustus 1996   | ATP Los Angeles (1)          | Hardcourt     | Richard Krajicek       | 6-4, 6-3                | Details |
| 27.                  | 23 februari 1997  | ATP Memphis                  | Hardcourt (i) | Todd Woodbridge        | 6-3, 6-4                | Details |
| 28.                  | 16 maart 1997     | ATP Indian Wells (3)         | Hardcourt     | Bohdan Ulihrach        | 4-6, 6-3, 6-4, 6-3      | Details |
| 29.                  | 13 april 1997     | ATP Hongkong (3)             | Hardcourt     | Patrick Rafter         | 6-3, 6-3                | Details |
| 30.                  | 27 april 1997     | ATP Orlando                  | Gravel        | Grant Stafford         | 4-6, 6-2, 6-1           | Details |
| 31.                  | 20 juli 1997      | ATP Washington (2)           | Hardcourt     | Petr Korda             | 5-7, 6-2, 6-1           | Details |
| 32.                  | 30 augustus 1998  | ATP Boston                   | Hardcourt     | Paul Haarhuis          | 6-3, 6-4                | Details |
| 33.                  | 11 oktober 1998   | ATP Shanghai                 | Hardcourt     | Goran Ivanišević       | 4-6, 6-1, 6-2           | Details |
| 34.                  | 30 juli 2000      | ATP Los Angeles (2)          | Hardcourt     | Jan-Michael Gambill    | 6-72, 6-3, opgave       | Details |
| Verloren finales     |                   |                              |               |                        |                         |         |
| 1.                   | 24 september 1989 | ATP Los Angeles              | Hardcourt     | Aaron Krickstein       | 6-2, 4-6, 2-6           | Details |
| 2.                   | 5 augustus 1990   | ATP Los Angeles              | Hardcourt     | Stefan Edberg          | 6-7, 6-2, 6-7           | Details |
| 3.                   | 11 november 1990  | ATP Wembley                  | Tapijt (i)    | Jakob Hlasek           | 6-7, 3-6                | Details |
| 4.                   | 22 december 1991  | Grand Slam Cup               | Tapijt (i)    | David Wheaton          | 5-7, 2-6, 4-6           | Details |
| 5.                   | 19 april 1992     | ATP Hong Kong                | Hardcourt     | Jim Courier            | 5-7, 3-6                | Details |
| 6.                   | 13 december 1992  | Grand Slam Cup               | Tapijt (i)    | Michael Stich          | 2-6, 3-6, 2-6           | Details |
| 7.                   | 8 augustus 1993   | ATP Los Angeles              | Hardcourt     | Richard Krajicek       | 6-0, 6-73, 6-75         | Details |
| 8.                   | 29 augustus 1993  | ATP Long Island              | Hardcourt     | Marc Rosset            | 4-6, 6-3, 1-6           | Details |
| 9.                   | 6 februari 1994   | ATP San José                 | Hardcourt (i) | Renzo Furlan           | 6-3, 3-6, 5-7           | Details |
| 10.                  | 10 april 1994     | ATP Tokio                    | Hardcourt     | Pete Sampras           | 4-6, 2-6                | Details |
| 11.                  | 16 oktober 1994   | ATP Tokio                    | Tapijt (i)    | Goran Ivanisevic       | 4-6, 4-6                | Details |
| 12.                  | 12 februari 1995  | ATP San José                 | Hardcourt (i) | Andre Agassi           | 2-6, 6-1, 3-6           | Details |
| 13.                  | 26 februari 1995  | ATP Philadelphia             | Tapijt (i)    | Thomas Enqvist         | 6-0, 4-6, 0-6           | Details |
| 14.                  | 11 juni 1995      | Roland Garros                | Gravel        | Thomas Muster          | 5-7, 2-6, 4-6           | Details |
| 15.                  | 13 augustus 1995  | ATP Cincinnati               | Hardcourt     | Andre Agassi           | 5-7, 2-6                | Details |
| 16.                  | 19 november 1995  | ATP World Tour Championships | Tapijt (i)    | Boris Becker           | 6-73, 0-6, 6-75         | Details |
| 17.                  | 28 januari 1996   | Australian Open              | Hardcourt     | Boris Becker           | 2-6, 4-6, 6-2, 2-6      | Details |
| 18.                  | 14 april 1996     | ATP Hongkong                 | Hardcourt     | Pete Sampras           | 4-6, 6-3, 4-6           | Details |
| 19.                  | 11 augustus 1996  | ATP Cincinnati               | Hardcourt     | Andre Agassi           | 6-74, 4-6               | Details |
| 20.                  | 8 september 1996  | US Open                      | Hardcourt     | Pete Sampras           | 1-6, 4-6, 6-73          | Details |
| 21.                  | 6 oktober 1996    | ATP Singapore                | Tapijt (i)    | Jonathan Stark         | 4-6, 4-6                | Details |
| 22.                  | 22 februari 1998  | ATP Memphis                  | Hardcourt (i) | Mark Philippoussis     | 3-6, 2-6                | Details |
| 23.                  | 26 april 1998     | ATP Orlando                  | Gravel        | Jim Courier            | 5-7, 6-3, 5-7           | Details |
| 24.                  | 16 januari 2000   | ATP Auckland                 | Hardcourt     | Magnus Norman          | 6-3, 3-6, 5-7           | Details |
| Gewonnen challengers |                   |                              |               |                        |                         |         |
| 1.                   | 18 oktober 1987   | Las Vegas                    | Hardcourt     | Jon Levine             | 6-3, 4-6, 6-2           |         |
| 2.                   | 14 april 2002     | Calabasas                    | Hardcourt     | Cecil Mamiit           | 6-3, 7-5                |         |

## Prestatietabel
| Legenda | Legenda                          |
| ------- | -------------------------------- |
| g.t.    | geen toernooi gehouden           |
| l.c.    | lagere categorie                 |
| –       | niet deelgenomen                 |
| G       | uitgeschakeld in de groepsfase   |
| 1R      | uitgeschakeld in de eerste ronde |
| 2R      | uitgeschakeld in de tweede ronde |
| 3R      | uitgeschakeld in de derde ronde  |
| 4R      | uitgeschakeld in de vierde ronde |
| KF      | uitgeschakeld in de kwartfinale  |
| HF      | uitgeschakeld in de halve finale |
| F       | de finale verloren               |
| W       | het toernooi gewonnen            |
| w-v     | winst/verlies-balans             |

### Prestatietabel grand slam, enkelspel
| Toernooi        | 1987 | 1988 | 1989 | 1990 | 1991 | 1992 | 1993 | 1994 | 1995 | 1996 | 1997 | 1998 | 1999 | 2000 | 2001 | 2002 | 2003 |
| --------------- | ---- | ---- | ---- | ---- | ---- | ---- | ---- | ---- | ---- | ---- | ---- | ---- | ---- | ---- | ---- | ---- | ---- |
| Australian Open | –    | –    | –    | –    | –    | 3R   | 2R   | –    | HF   | F    | HF   | 2R   | 2R   | 1R   | 1R   | 1R   | –    |
| Roland Garros   | –    | 3R   | W    | KF   | KF   | 3R   | 2R   | 3R   | F    | 3R   | 4R   | 3R   | 1R   | 3R   | 2R   | 1R   | 1R   |
| Wimbledon       | –    | 2R   | 4R   | 4R   | 1R   | 1R   | 3R   | KF   | 2R   | 1R   | 1R   | 2R   | –    | 2R   | 2R   | 2R   | –    |
| US Open         | 2R   | 4R   | 4R   | 3R   | 4R   | HF   | KF   | 4R   | KF   | F    | HF   | 2R   | 2R   | 2R   | 1R   | 2R   | 1R   |

### Prestatietabel grand slam, dubbelspel
Chang speelde tijdens grand slams nooit in het dubbelspel.